# Ancistrus triradiatus
Ancistrus triradiatus är en fiskart som beskrevs av Eigenmann, 1918. Ancistrus triradiatus ingår i släktet Ancistrus och familjen Loricariidae. Inga underarter finns listade i Catalogue of Life.

## Bildgalleri

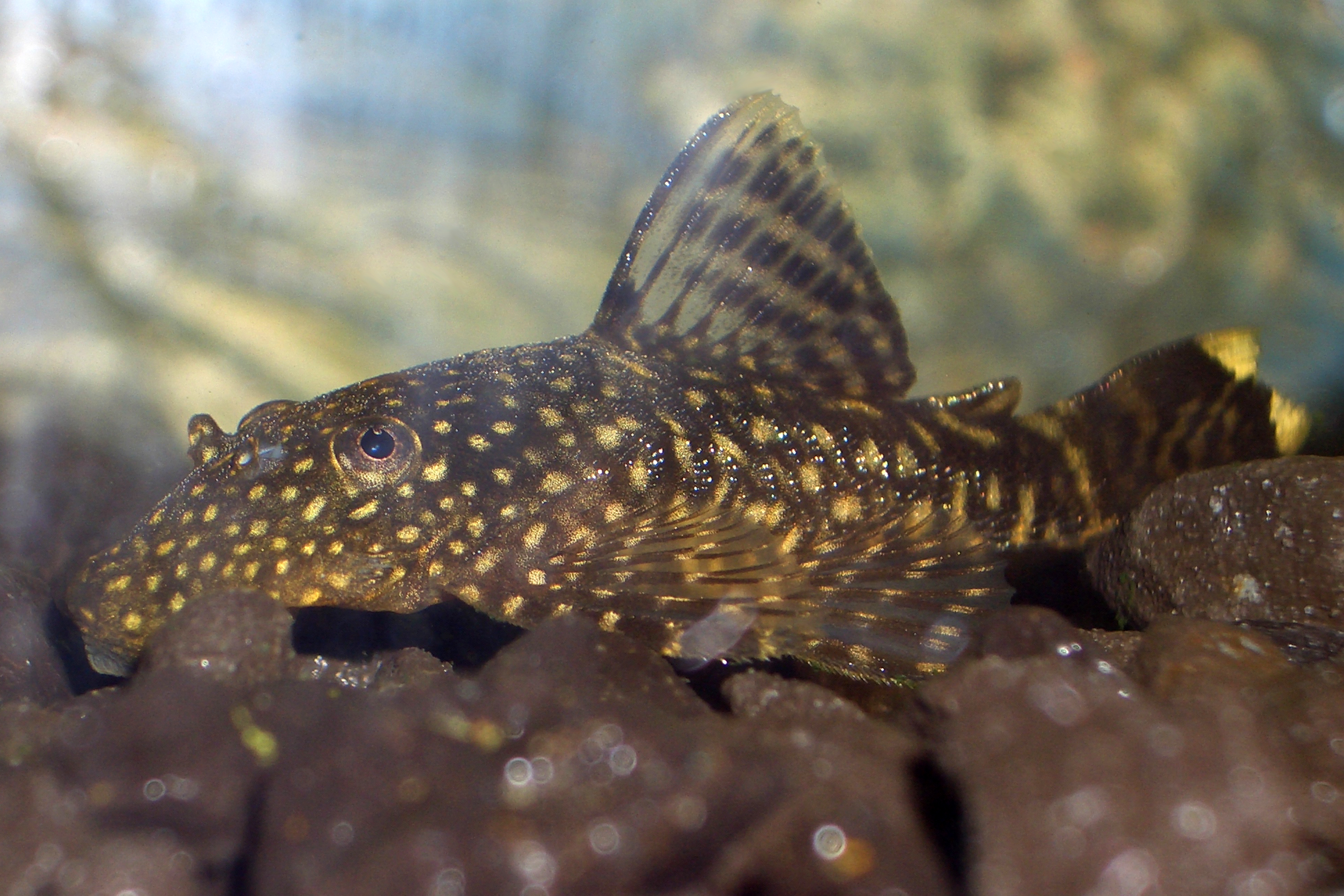
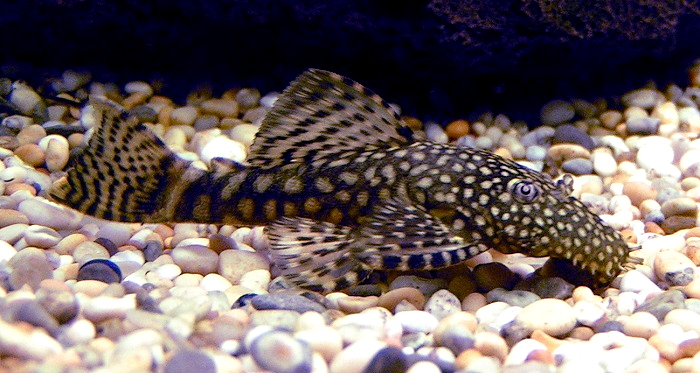